# Wojciech Dąbrowski (funkcjonariusz)
Wojciech Dąbrowski (ur. 22 kwietnia 1900 w Mrzygłodzie, zm. 5 stycznia 1998 w Sanoku) – żołnierz wojen 1918–1920 i 1939, funkcjonariusz Straży Granicznej II RP, kapitan rezerwy Wojska Polskiego, kawaler Orderu Virtuti Militari.

## Życiorys
Jego rodzicami byli Franciszek (1859–1937) i Karolina z domu Filipczak (1868–1922). W 1912 ukończył szkołę ludową w Mrzygłodzie. Ożenił się z Karoliną Lorenc (1903–1987), z którą miał pięcioro dzieci: Janinę, Zygmunta, Kazimierę, Irenę oraz Henryka. W końcowej fazie I wojny światowej w sierpniu 1918 został powołany do c. k. armii. Początkowo służył w Przemyślu i Wiedniu, po czym wraz z 56 pułkiem piechoty skierowany na front włoski, gdzie w listopadzie 1918 trafił do niewoli włoskiej. W lutym 1919 ochotniczo przyłączył się do Armii Hallera i w jej szeregach dotarł w maju 1919 do niepodległej Polski.
Następnie w szeregach Wojska Polskiego uczestniczył w wojnie polsko-ukraińskiej 1918–1919 (walki o Lwów, w Małopolsce Wschodniej, o Wołyń) oraz wojnie polsko-bolszewickiej 1920. Walczył w szeregach 13 pułku artylerii lekkiej. 22 sierpnia jako plutonowy został przeniesiony do rezerwy.
W latach 20. od 1921 do 1929 trudnił się uprawą roli i przewozem osób przy pomocy zaprzęgu konnego. We wrześniu 1929 rozpoczął służbę w Straży Granicznej po przyjęciu przez Małopolski Inspektorat Okręgowy Straży Granicznej w Sanoku (służył także w Stryju), a po zaprzysiężeniu otrzymał przydział służbowy na granicy polsko-czechosłowackiej. Odbywał służbę w placówkach: „Polanica”, Komisariat Worochta (1929–1930), „Wola Wyżna” (1930–1933), „Huta Polańska” (1933–1938, kierownik placówki), „Barwinek“ (1938–1939, p.o. dowódcy placówki; 1939 zastępca dowódcy placówki), Sanok (od maja do września 1939, służba wywiadowcza; Komenda Obwodu Straży Granicznej ulokowana w domu gminnym Posady Olchowskiej w Sanoku), Kuty/Kołomyja (15–18 września 1939). W 1933 awansowany do stopnia starszego strażnika, a 21 grudnia 1935 ukończył III Kurs Doszkolenia Kierowników Placówek I Linii w Centralnej Szkole Straży Granicznej w Rawie Ruskiej. Działał w Stowarzyszeniu Weteranów byłej Armii Polskiej we Francji.
Po wybuchu II wojny światowej we wrześniu 1939 uczestniczył w kampanii wrześniowej. Brał udział w obronie Lwowa. 18 września przedostał się do Rumunii, gdzie został internowany 22 września. Przebywał w obozach w Turnu Severin i Târgu Jiu. W lutym 1941 decyzją władz rumuńskich został przekazany Niemcom. W granicach III Rzeszy był przetrzymywany w stalagach na terenach austriackich i niemieckich. Od grudnia 1940 do kwietnia 1945 był jeńcem obozu położonego w okolicach Dortmundu. Pracował u tzw. bauera, jako dekarz w Kolonii i w kopalni.
Po zakończeniu wojny i odzyskaniu wolności 12 kwietnia 1945 powrócił do Polski 17 listopada 1945. Po 1945 nie miał możliwości znalezienia pracy o randze państwowej z uwagi na swoją przedwojenną służbę związaną z działalnością wywiadowczą. W wyniku tego zajmował się handlem do 1950. Od października 1950 pracował w Wydziale Kwaterunkowym Prezydium Miejskiej Rady Narodowej w Sanoku, a od lipca 1953 w Miejskim Zarządzie Budynków Mieszkalnych w Sanoku. W 1965 odszedł na emeryturę. W późniejszym czasie pracował w charakterze administratora budynków mieszkalnych.
W 1948 został członkiem ZSL, w 1958 członkiem Związku Bojowników o Wolność i Demokrację (ZBoWiD), zaś po 1989 wstąpił do Związku Kombatantów RP i Byłych Więźniów Politycznych. W latach 90. XX wieku został awansowany do stopnia kapitana rezerwy Wojska Polskiego. Mieszkał w Sanoku przy ulicy Stawiska.
Jego wnukiem jest Wojciech Wesołkin, ekonomista, regionalista, przewodnik turystyczny-górski kl. I, inspektor w Centrum Informacji Turystycznej w Sanoku, który w wydaniu „Rocznika Sanockiego” z 2011 opublikował fragmenty wspomnień Wojciecha Dąbrowskiego z czasu od 1939 do 1942.

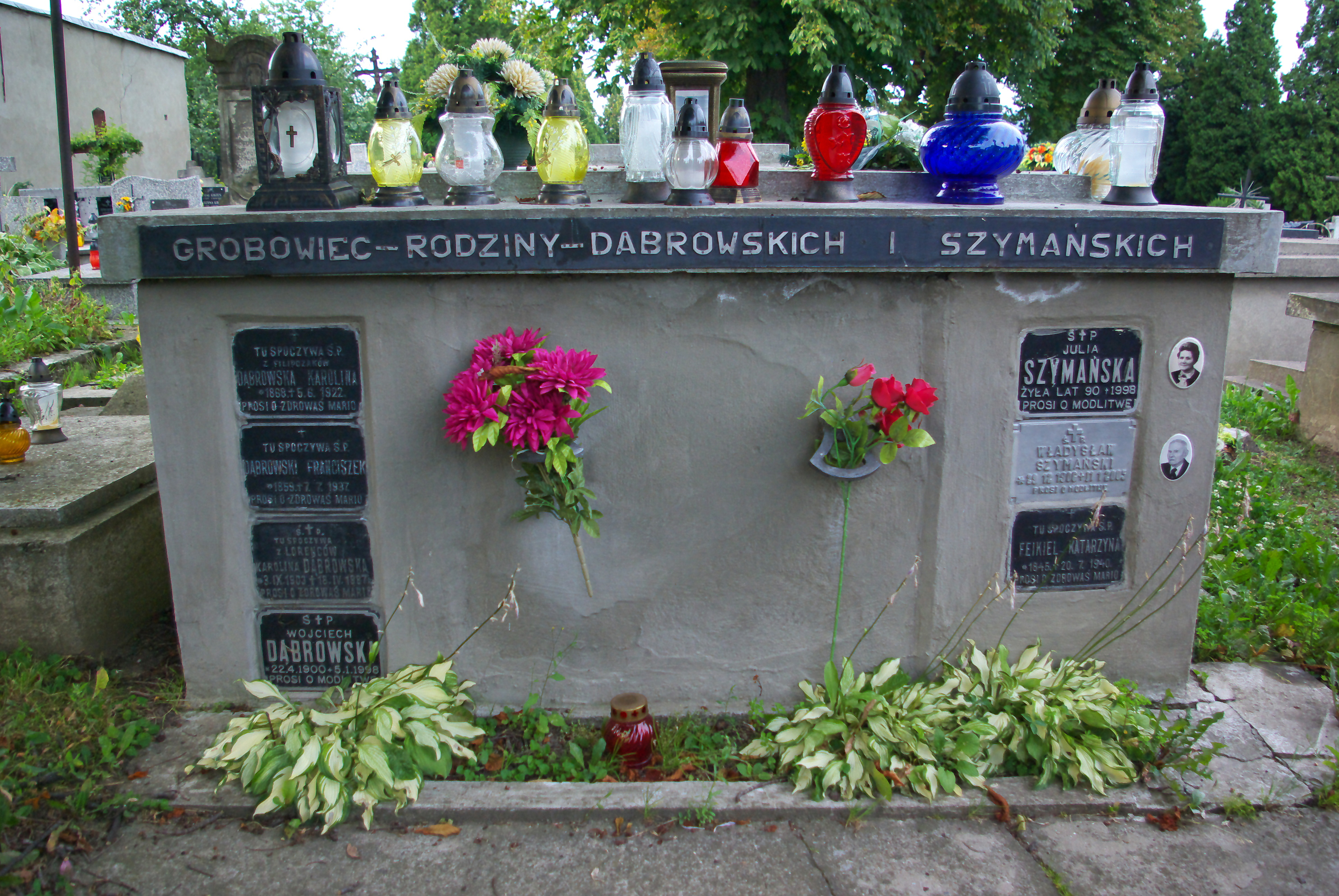
Grobowiec Dąbrowskich i Szymańskich w Sanoku

Wojciech Dąbrowski został pochowany wraz z rodzicami i żoną w rodzinnym grobowcu Dąbrowskich i Szymańskich na cmentarzu przy ul. Rymanowskiej w Sanoku. Grobowiec Wojciecha Dąbrowskiego został wpisany przez Instytut Pamięci Narodowej do ewidencji grobów weteranów walk o Wolność i Niepodległość Polski. 

## Ordery i odznaczenia
- Krzyż Srebrny Orderu Virtuti Militari – nr 2197 (13 maja 1921)
- Krzyż Walecznych
- Krzyż Zasługi za Dzielność
- Brązowy Krzyż Zasługi
- Medal Pamiątkowy za Wojnę 1918–1921
- Krzyż za udział w Wojnie 1918–1921
- Brązowy Medal za Długoletnią Służbę
- Odznaka Pamiątkowa Straży Granicznej